# Минасян, Артур Грантович
Арту́р Гра́нтович Минася́н (арм. Արթուր Հրանտի Մինասյան; 4 июня 1977, Ереван, Армянская ССР, СССР) — армянский футболист, полузащитник. В настоящее время помощник главного тренера клуба «Дилижан».

## Карьера игрока
Артур Минасян за свою карьеру выступал за ведущие клубы Армении, а также пробовал свои силы за рубежом, в швейцарском клубе «Лозанна Спорт», однако закрепиться так и не смог. Большую часть игровой карьеры провёл в «Арарате». Именно в составе гранда армянского футбола Минасян становился призёром чемпионата и обладателем кубковых наград. Являлся лидером и капитаном клуба. После вылета «Арарата» в первую лигу Минасян покинул клуб и отправился в Польшу на переговоры с одним из ведущих клубов страны, однако в последний момент по каким-то причинам стороны не договорились и сделка не состоялась. Чтобы не остаться без дела и поддерживать спортивную форму, подписал контракт с клубом «Ресовия», выступающем во Второй лиге Польши (3-я по иерархии). Подписан был данный контракт в конце января 2010 года сроком, на полгода. По окончании чемпионата Минасян досрочно расторг контракт с клубом и вернулся в Ереван. 28 августа стало известно, что Минасян возвращается в родной «Арарат». Некоторое время было неизвестно в каком амплуа продолжит свою карьеру в клубе. Позже стало известно, что Минасян решил продолжить карьеру игрока.

## Карьера в сборной
Дебют за национальную сборную Армении состоялся 11 октября 2006 года в матче квалификации на чемпионат Европы 2008 против сборной Сербии. Всего Минасян сыграл 5 матчей за сборную.

## Достижения

### Командные достижения
«Арарат» (Ереван)
- Серебряный призёр Чемпионата Армении (3): 1999, 2000, 2008
- Обладатель Кубка Армении (1): 2008
- Финалист Кубка Армении (2): 2001, 2007
- Обладатель Суперкубка Армении (1): 2009

«Лозанна-Спорт»
- Обладатель Кубка Швейцарии (1): 1998/99